# Église Saint-Martin de Saint-Martin-de-Londres
Pour les articles homonymes, voir Église Saint-Martin.
L'église Saint-Martin de Saint-Martin-de-Londres est l'église paroissiale de Saint-Martin-de-Londres, dans le département français de l'Hérault et la région Occitanie
Elle a été construite entre la fin du XIe siècle et le début du XIIe siècle. Monument majeur de l'art roman en Languedoc, elle a la particularité d'avoir un chevet trilobé.

## Historique
Au XIe siècle le vallon de Londres relève du comté de Montferrand appartenant aux Guilhem de Montarnaud qui sont des vassaux des comtes de Melgueil se trouvant dans le diocèse de Maguelone.
L'église entre dans l'histoire le 1er mai 1088 dans le Cartulaire de Gellone, lorsqu'Adhémar-Guilhem de Montarnaud, seigneur du lieu, lègue à l'abbaye de Gellone l'église Saint-Martin-de-Londres et ses dépendances (ecclesiam Sancti Martini de Lundras, cum decimis et premiciis, et omni cimiterio, traduisible par : « l'église Saint-Martin-de-Londres avec les dîmes, les prémices, le cimetière et tout ce qui appartenait à ladite église »).
L'église Saint-Martin est érigée en prieuré en 1090 : au cours du XIIe siècle il gagne en importance, entraînant de fréquents conflits avec les seigneurs de Montarnaud, qui possèdent toujours le village. Cette séparation du village entre les autorités ecclésiastiques et seigneuriales est encore visible aujourd'hui : l'enclos du prieuré est physiquement séparé du reste du village par un rempart,.
Ce conflit prend fin en 1250 lors du rachat de la seigneurie de Saint-Martin par Gellone.
Saint-Martin fut relativement épargné par les guerres de Religion, ce qui ne fut pas le cas pour la maison-mère, qui dut céder la seigneurie en 1592 à la famille de Roquefeuil afin de financer les travaux de reconstruction. L'abbaye de Gellone entra dans la Congrégation Bénédictine de Saint-Maur en 1644 et se fit restituer la seigneurie en 1689.
L'église a été fortement remaniée au XIXe siècle (destruction du clocher, adjonction d'une chapelle au nord et agrandissement de la nef d'une travée à l'ouest) et restaurée en 1932.

## Protection
L'abside, le transept, la coupole, le porche et deux travées de nef ont été classés au titre des monuments historiques par arrêté du 16 février 1900.

## Description
La date de consécration de l'église n'est pas connue, mais elle a vraisemblablement été édifiée au tournant du XIe et du XIIe siècle.
L'édifice d'origine comportait une courte nef de deux travées donnant sur un très original chevet trilobé. En effet, le carré du transept, couvert d'une coupole culminant à 15 mètres, s'ouvre sur trois absides semi-circulaires. Celle dans l'axe de la nef est précédée d'une courte travée de chœur voûtée en berceau.
L'appareillage des pierres est tout à fait remarquable, étant très régulier et orné de « tailles en feuilles de fougère », soulignant une indéniable influence lombarde.
Plusieurs adjonctions ont été faites à l'édifice au cours des siècles : un clocher-tour, aujourd'hui détruit, fut construit dans le courant du XIIe siècle. Le clocheton actuel, qui surmonte la coupole, date quant à lui du XVIIIe siècle. Enfin, au XIXe siècle, la nef fut prolongée d'une travée à l'ouest et une chapelle fut greffée au nord de la nef.

## Galerie photographique

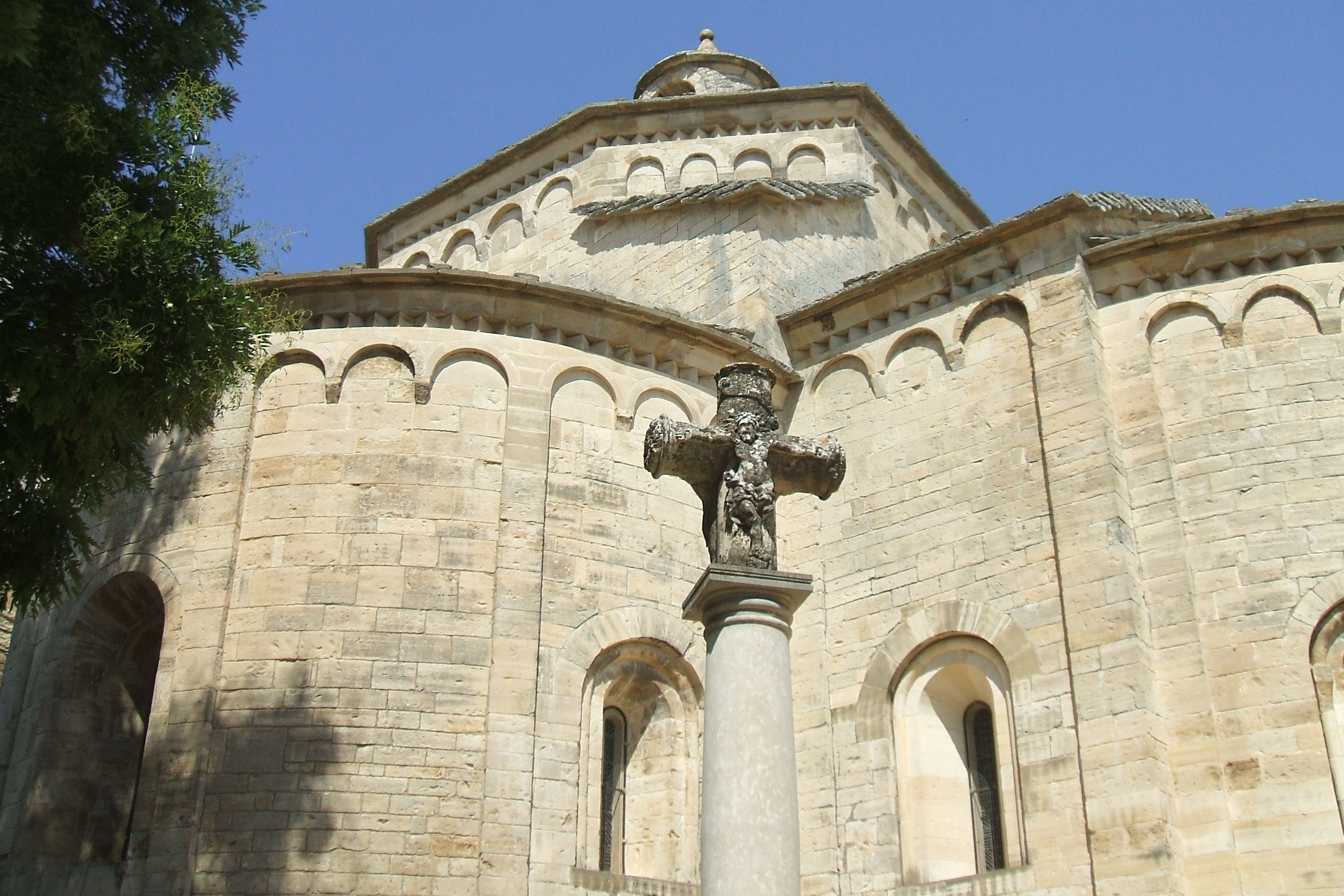
Le chevet, avec en premier plan la croix (datée de 1642)[9].
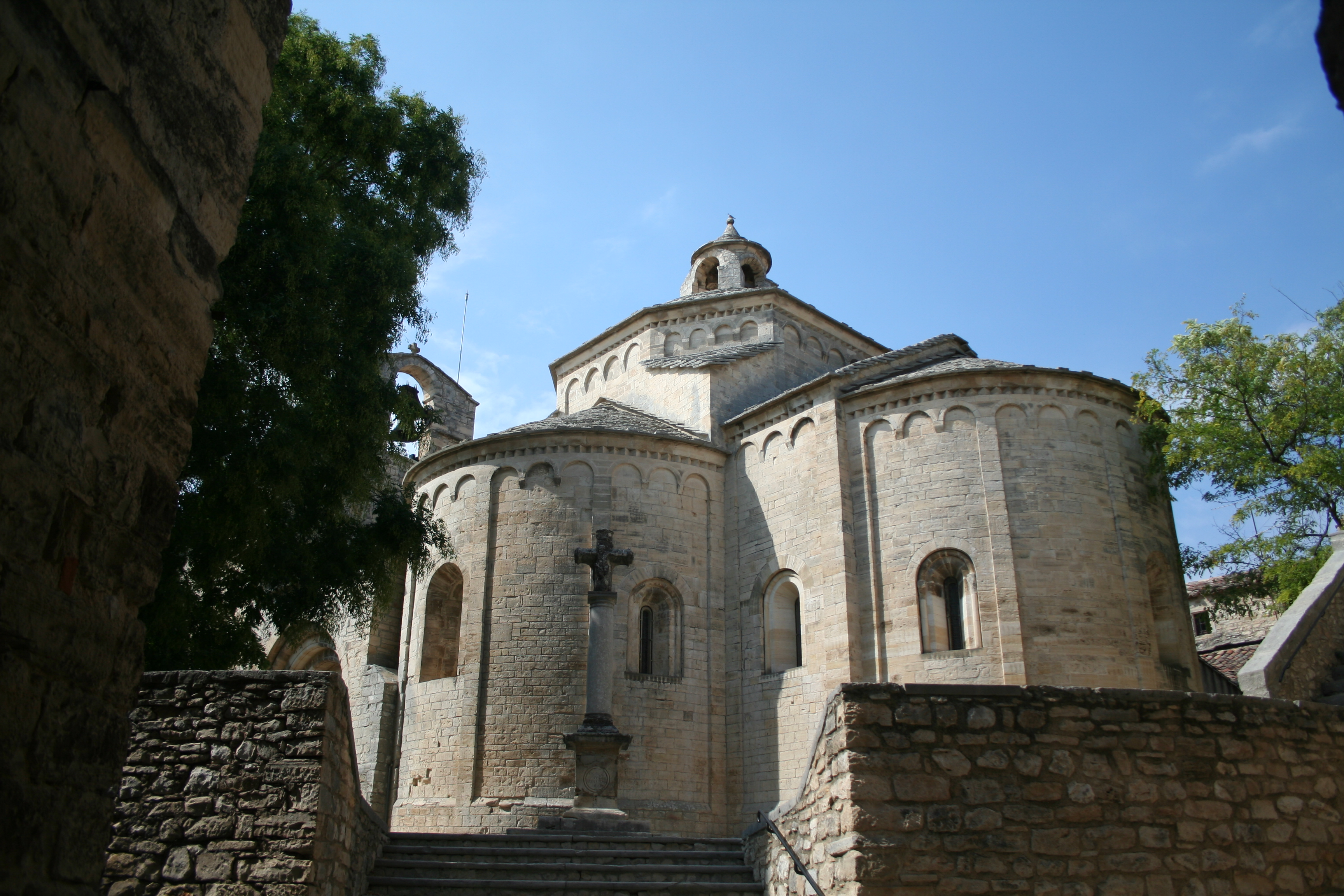
Le chevet
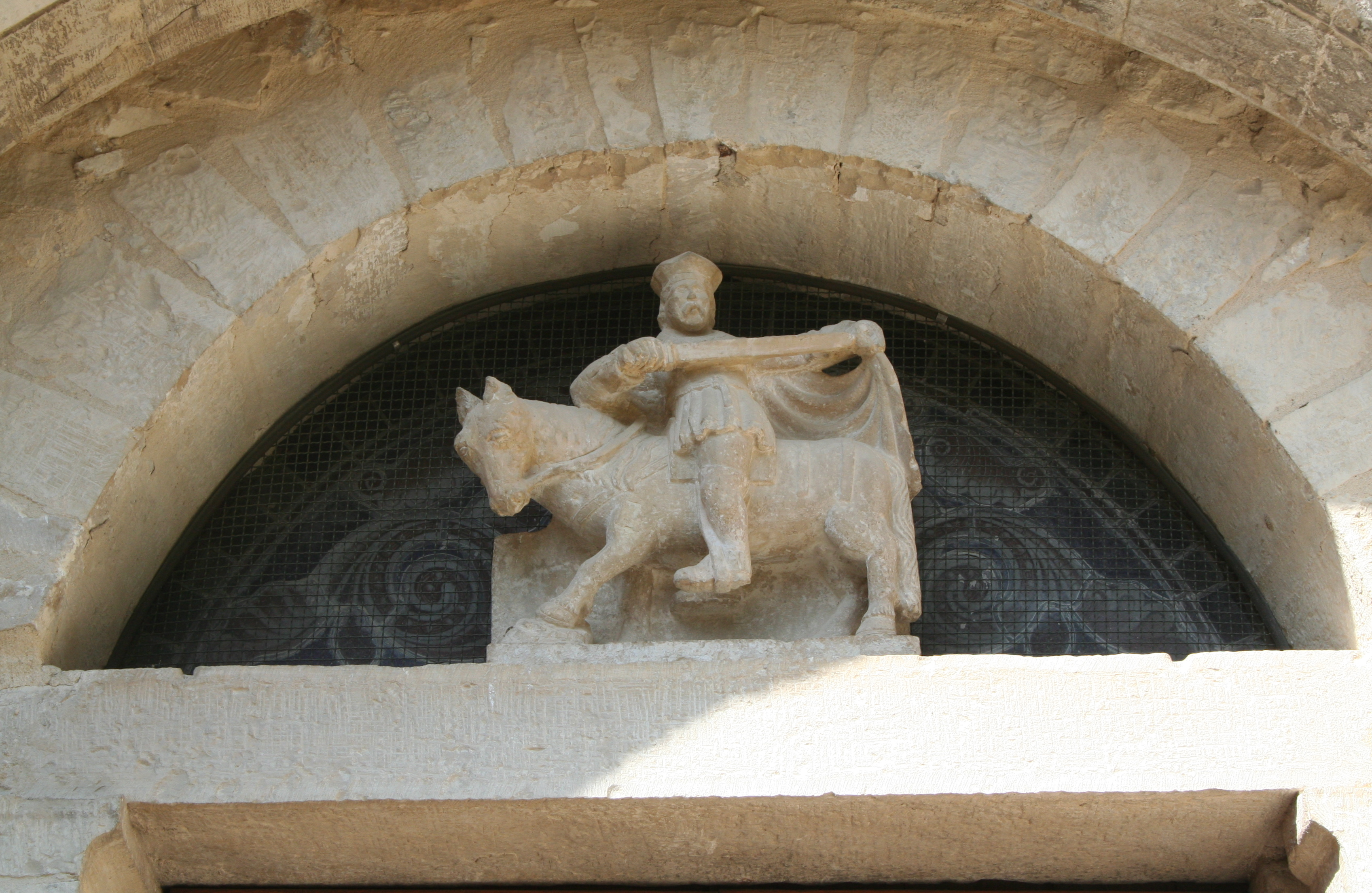
Portail méridional : statue de facture gothique placée au XIXe siècle sur le linteau, représentant Saint-Martin partageant son manteau[10].
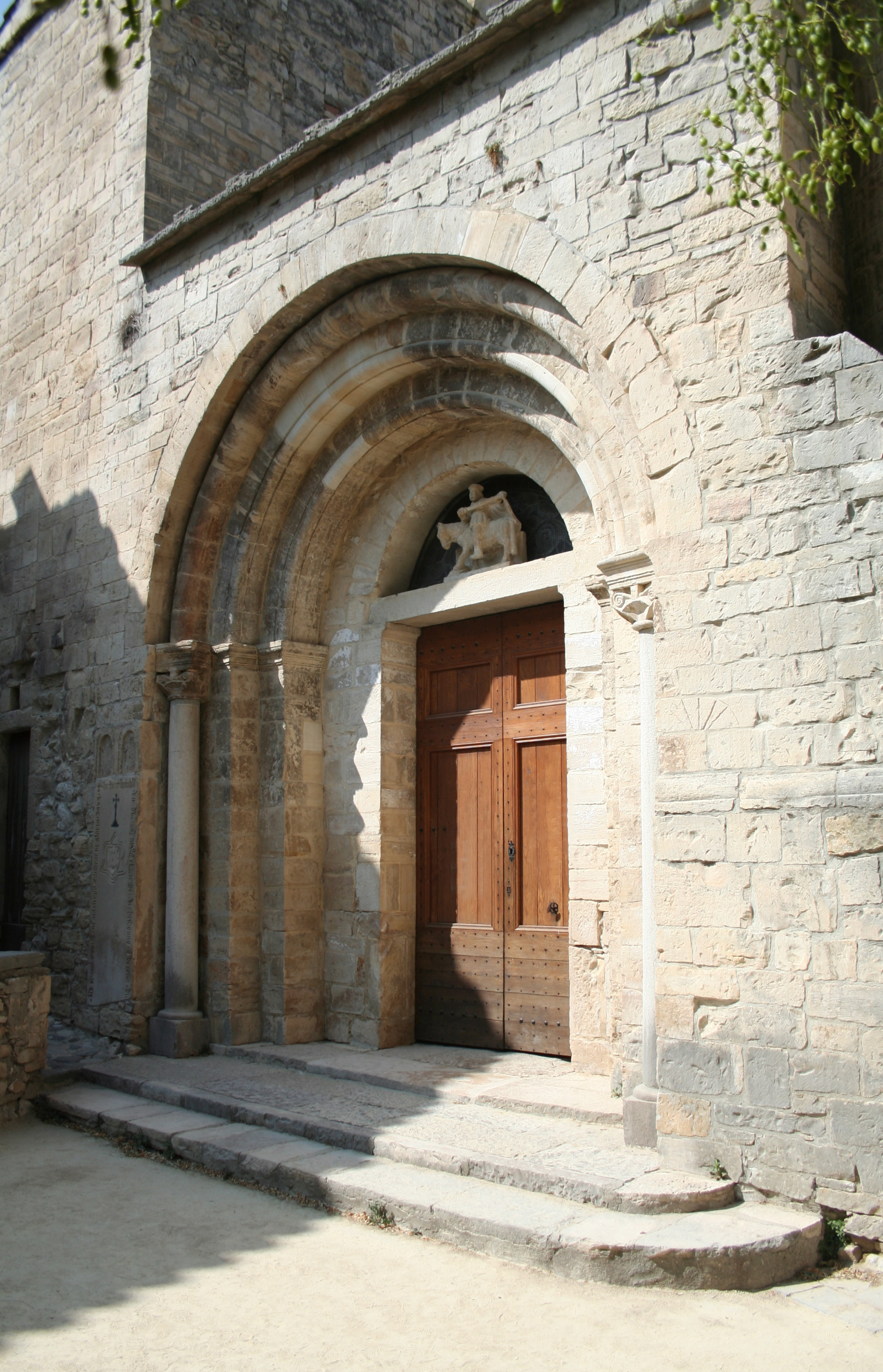
Portail méridional (XIIe siècle), donnant sur le porche, base de l'ancien clocher[9].
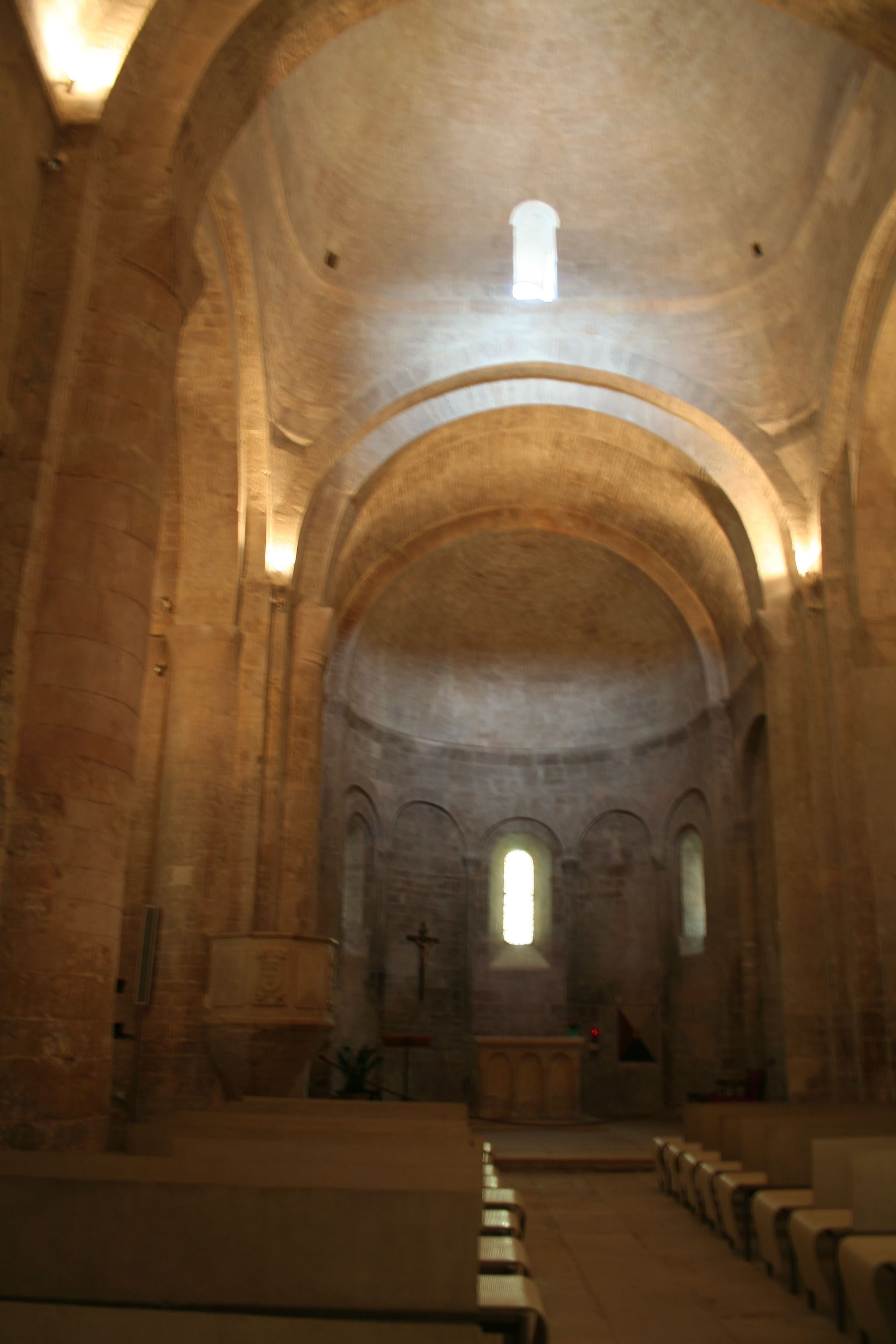
La nef : vue intérieure.

### Sources et bibliographie
- [Dainville 1940] Maurice Oudot de Dainville, « Les églises romanes du diocèse de Montpellier : Chapitre X - St-Martin-de-Londres », Monspeliensia : mémoires et documents relatifs à Montpellier et à la région montpelliéraine, t. 2,‎ 1940, p. 339-344 (lire en ligne)
- [Vallery-Radot 1950] Jean Vallery-Radot, « L'église de Saint-Martin-de-Londres », dans Congrès archéologique de France. 108e session. Montpellier. 1950, Paris, Société française d'archéologie, 1951, 357 p. (lire en ligne), p. 146-155
- [Lugand 1985] Jacques Lugand, Jean Nougaret et Robert Saint-Jean, Languedoc Roman, La Pierre-qui-Vire, Zodiaque, coll. « la nuit des temps no 43 », 1985, 2e éd., 421 p. (ISBN 978-2-7369-0017-5), p. 97, 133-140 ;
- [Clément 1993] Pierre A. Clément, Églises romanes oubliées du Bas Languedoc, Montpellier, Presses du Languedoc, 1993 (ISBN 978-2-85998-118-1, LCCN 90126114), p. 53-56.
- [Pérouse 1996] Jean-Marie Pérouse de Montclos (sous la direction de), « Saint-Martin-de-Londres : Église Saint-Martin », dans Le guide du patrimoine Languedoc Roussillon, Paris, Hachette, 1996, 606 p. (ISBN 978-2-01-242333-6), p. 506